# Transformers: Aufstieg der Bestien
Transformers: Aufstieg der Bestien (Originaltitel: Transformers: Rise of the Beasts) ist ein US-amerikanischer Science-Fiction-Actionfilm des Regisseurs Steven Caple Jr. und hauptsächlich von der Transformers: Beast Wars-Storyline beeinflusst. Der Film ist der siebte Teil der Transformers-Filmreihe, eine Fortsetzung von Bumblebee (2018) und der erste Teil einer geplanten Trilogie. Die menschlichen Hauptcharaktere werden von Anthony Ramos, Dominique Fishback und Tobe Nwigwe gespielt, die Stimmen der Transformers werden von Peter Cullen, Ron Perlman und Peter Dinklage gesprochen. Der Film dreht sich um drei Fraktionen von Transformers, die mit der Vergangenheit der Erde verbunden sind. Transformers: Aufstieg der Bestien wurde am 9. Juni 2023 von Paramount Pictures in den USA und einen Tag vorher in Deutschland veröffentlicht.

## Handlung
Im Jahr 1994 geraten ein ehemaliger Soldat und Elektronikspezialist aus Brooklyn und eine Archäologin durch ein weltumspannendes Abenteuer mit den Autobots in einen uralten Konflikt, der mit den beiden folgenden Gruppen der Transformers-Rasse zusammenhängt: den Maximals und den Terrorcons.

## Produktion

### Entwicklung
Als Produzent Lorenzo di Bonaventura im Dezember 2018 nach der Zukunft des Transformers-Franchise gefragt wurde, erklärte er, dass ein weiterer großer Transformers-Film produziert werden wird und dass er anders sein wird als jene, die er zuvor gemacht hat. Er beschrieb den Prozess eher als eine „Evolution“ und sagte, dass es mehr Freiheit gibt. Nach dem Erfolg von Bumblebee räumte er ein, dass die Reihe einige Änderungen in Ton und Stil vornehmen wird.
Regisseur Travis Knight sagte, sein Ziel sei es, zu seinem Animationsstudio Laika zurückzukehren, obwohl er zugab, dass er ein paar Ideen für eine Fortsetzung von Bumblebee habe. John Cena bekundete Interesse daran, seine Rolle in einer Fortsetzung zu wiederholen. Die Schriftstellerin Christina Hodson sagte, dass sie weiß, wohin sie mit dem nächsten Drehbuch gehen will. Ende Januar 2019 wurde aufgrund des internationalen Kinoerfolgs des Films eine Fortsetzung angekündigt. Im März bestätigte Lorenzo di Bonaventura, dass sie ein Drehbuch für eine Fortsetzung von Bumblebee entwickeln.
Im Januar 2020 arbeitete Paramount Pictures Berichten zufolge an zwei verschiedenen Transformers-Filmen, einem von James Vanderbilt und einem anderen von Joby Harold. Im November wurde Steven Caple Jr. engagiert, um Harolds Drehbuch zu verfilmen. Im Februar wurde bekannt, dass der Film unter dem Arbeitstitel Transformers: Beast Alliance läuft, was auf die Einführung von Charakteren aus der Serie Beast Wars hindeutet.
Während einer virtuellen Veranstaltung von Paramount im Juni enthüllten Lorenzo di Bonaventura und Caple den offiziellen Titel „Transformers: Rise of the Beasts“ (der sowohl eine Bumblebee-Fortsetzung als auch ein „Beast Wars“-Film in einem ist) und bestätigten, dass er dabei sein würde die Terrorcons, die Maximals und die Predacons im Film vorzustellen. Die visuellen Effekte für die Transformers-Charaktere wurden von der Moving Picture Company hergestellt und nicht von Industrial Light & Magic wie bei den vorherigen Filmen. Der Ton und die Handlung des Films wurden stark von Terminator 2 – Tag der Abrechnung (1991) beeinflusst.

### Dreharbeiten
Die Dreharbeiten begannen am 7. Juni 2021 in Los Angeles. Auch in Machu Picchu, Montreal und Brooklyn wurden Dreharbeiten durchgeführt. Am 20. Oktober 2022 wurde bekannt gegeben, dass die Dreharbeiten beendet sind.

## Musik
Jongnic Bontemps komponierte die Filmmusik, nachdem er zuvor mit Caple an seinem Regiedebüt The Land gearbeitet hatte. Bontemps ist die erste Person of Color, die für einen Live-Action-Transformers-Film die Musik komponiert hat, und der dritte Komponist nach Steve Jablonsky und Dario Marianelli.

## Synchronisation
Die deutsche Synchronisation des Films übernahm abermals die Interopa Film GmbH aus Berlin. Das Dialogbuch stammt von Tobias Neumann, während Tobias Meister erneut die Dialogregie übernahm.

### Menschen
| Rolle         | Schauspieler       | Deutscher Synchronsprecher |
| ------------- | ------------------ | -------------------------- |
| Noah Diaz     | Anthony Ramos      | Nicolás Artajo             |
| Elena Wallace | Dominique Fishback | Samina König               |
| Breanna Diaz  | Lauren Vélez       | Iris Artajo                |
| Reek          | Tobe Nwigwe        | Tobias Schmitz             |
| Kris Diaz     | Dean Scott Vazquez | Tom Kanty                  |
| Agent Burke   | Michael Kelly      | Frank Röth                 |
| Jillian       | Sarah Stiles       | Yvonne Greitzke            |

### Transformers
| Rolle          | Originalsprecher | Deutscher Sprecher |
| -------------- | ---------------- | ------------------ |
| Optimus Prime  | Peter Cullen     | Reiner Schöne      |
| Mirage         | Pete Davidson    | Lucas Wecker       |
| Optimus Primal | Ron Perlman      | Tilo Schmitz       |
| Scourge        | Peter Dinklage   | Claus-Peter Damitz |
| Arcee          | Liza Koshy       | Sophia Flörsch     |
| Airazor        | Michelle Yeoh    | Arianne Borbach    |
| Wheeljack      | Cristo Fernández | Karim El Kammouchi |
| Nightbird      | MJ Rodriguez     | Carolina Vera      |
| Stratosphere   | John DiMaggio    |                    |
| Cheetor        | Tongayi Chirisa  | Eko Fresh          |
| Unicron        | Colman Domingo   | Torsten Michaelis  |
| Apelinq        | David Sobolov    | Oliver Stritzel    |

## Rezeption

### Kritiken
Erste Kritikerstimmen zum Film waren sehr gemischt. Bei Rotten Tomatoes konnte der Film bislang 53 % der 212 Kritiker überzeugen und der Bewertungs-Mittelwert liegt bei 5,2 von 10. Dahingegen wurde er vom Publikum sehr positiv aufgenommen und erhielt 4,5 von 5 Sternen, 91 % der Zuschauer bewerteten Aufstieg der Bestien positiv. In der US-amerikanischen Website Metacritic erhielt der Film einen Metascore von 42 Punkten, basierend auf 51 Kritiken.
Julius Vietzen von Filmstarts.de vergibt 2,5 von 5 Sternen und legt besonderes Augenmerk auf die Charakterentwicklungen: "Es ist schon bezeichnend, dass nicht etwa Noah oder Elena die stärkste Entwicklung im Film durchlaufen, sondern Optimus Prime. Denn der wandelt sich hier vom frustriert-grantigen Krieger zu dem weisen und wohlmeinenden Anführer, den man aus den bisherigen „Transformers“-Filmen kennt."
Simone Lo Bartolo bei GQ stimmt zu: "Die Figuren von Noah Diaz und Elena Wallace entfalten sich mit einer bemerkenswerten Eindimensionalität und bieten bei Weitem nicht so viele Ecken und Kanten, wie man es sich als aufmerksamer Zuschauer wünschen würde. Schließlich wird ständiges Prügeln, Schießen und in-die-Luft-jagen ziemlich schnell ermüdend, wenn es an facettenreichen Charakteren mangelt, mit denen man mitfiebern kann." In seinem Fazit betont Lo Bartolo: "Mit jedem Knall und jeder Explosion verliert der Film einen Teil seiner Anziehungskraft, was zeigt, dass selbst die lebhaftesten Schlachten und sorgfältigsten Animationen eine gut entwickelte Story und tiefgründige Charaktere nicht ersetzen können."

### Einspielergebnisse
An seinem Eröffnungswochenende spielte Aufstieg der Bestien 61 Millionen US-Dollar in den USA und Kanada ein. Das weltweite Einspielergebnis liegt bei 441,38 Millionen, davon kommen 146,7 aus Nordamerika und 80,4 aus China. In Deutschland lockte der Film 369.249 Besucher ins Kino.

### Auszeichnungen
Annie Awards 2024
- Nominierung für die Beste Figurenanimation in einem Realfilm[27]

Artios Awards 2024
- Nominierung für den „Zeitgeist Award“ (Wittney Horton, Ruth Lambert, Robert McGee & Eve Streger)[28]

NAACP Image Awards 2024
- Auszeichnung für die Beste Filmmusik (Jongnic Bontemps)[29]

Nickelodeon Kids’ Choice Awards 2024
- Nominierung als Bester Film

People’s Choice Awards 2024
- Nominierung als Bester Actionfilm[30]

Satellite Awards 2023
- Nominierung für die Besten visuellen Effekte[31]

Saturn-Award-Verleihung 2024
- Nominierung als Bester Science-Fiction-Film

## Fortsetzung
Im Februar 2022 gab Paramount bekannt, dass Rise of the Beasts der erste von drei neuen Teilen der Transformers -Reihe sein wird. Die erste Fortsetzung wird laut Regisseur Caple Jr. ein Crossover mit der G.I. Joe-Filmreihe und zum Großteil auf anderen Planeten spielen. Auf der CinemaCon 2024 wurde das Crossover mit G. I. Joe offiziell bestätigt. Im Oktober 2024 erscheint ein Prequel mit dem Titel Transformers One, der die Vorgeschichte auf Cybertron beleuchten soll. Anders als die Vorgänger wird dies ein reiner Animationsfilm. 